# Claudio Rampini
Claudio Rampini (Santi Cosma e Damiano, 1º gennaio 1960) è un liutaio italiano.

## Biografia
Costruttore e restauratore di strumenti ad arco (in particolare violini, viole e violoncelli), fino al 2008 ha svolto l'attività nel proprio laboratorio di Pisa, dal 2009 si è trasferito nella provincia romana e risiede a Tivoli, si dedica attivamente alla ricerca organologica, storica e artistica e alla divulgazione e diffusione della cultura liutaria italiana, orientando la propria attività a contribuire ad una liuteria "etica".
Nel 1985 costruì il suo primo violino ispirato dall'opera di Simone Fernando Sacconi "I segreti di Stradivari", poi approfondì la materia attraverso contatti con Charles Beare e Francesco Bissolotti, che gli fornirono aiuti fondamentali per lo studio degli strumenti della classicità cremonese. Successivamente, sotto la guida di Gio Batta Morassi, perfezionò il metodo costruttivo. Tra il 1990 ed il 2000, la sua produzione è stata limitata allo sviluppo di un solo modello: la forma classica stradivariana segnalata con la sigla "PG" al Museo Stradivariano di Cremona e sul testo del Sacconi. Dopo il 2000 sviluppò un altro modello stradivariano ispirato al violino del 1690 denominato il "Toscano". Dal 2003 si è dedicato allo studio degli strumenti di Giuseppe Guarneri detto "del Gesù", realizzando un primo modello di violino ispirato all'"Alard" del 1742. Si è anche dedicato anche alla costruzione di viole e violoncelli, realizzati su disegno personale.
Ha collaborato con l'Orchestra Regionale Toscana. Nell'ambito della sua attività di diffusione e divulgazione della cultura musicale ed organologica, va inquadrata la collaborazione, da anni, con la "Scuola di Musica di Fiesole" per mostre e lezioni concerto, dove ha avuto modo di allacciare contatti, oltre che con il direttore artistico, Piero Farulli (già viola nel Quartetto Italiano) anche con Pavel Vernikov, Renato Zanettovich e Amedeo Baldovino.
Nel 1995, ricerche sui materiali e sulle antiche tecniche di verniciatura lo portarono a scrivere un articolo pubblicato dalla rivista internazionale di liuteria "The Strad", con il titolo "A new gloss on Strad's varnish", in cui Rampini fa chiarezza su una lettera autografa di Antonio Stradivari dell'anno 1708 ed esegue un'approfondita disamina dei materiali usati in antichità. Ha anche pubblicato articoli sulla rivista dell'"Associazione Liutaria Italiana". 
È stato membro della "Violin Society of America" e, fino al 2006, dell'Associazione Liutaria Italiana.
Ha riscoperto il valore delle vernici antiche ed il loro uso nell’arte italiana tra il 1500 e il 1600, frequenta le giornate di studio dedicate agli strumenti antichi organizzate dal Museo del Violino di Cremona, ed è in contatto con il laboratorio Arvedi di Diagnostica non invasiva, con il quale scambia esperienze e informazioni sulle vernici antiche e le tecniche costruttive della liuteria classica cremonese.
Nel 2004 ha fondato, e tuttora gestisce, il primo sito web italiano, non commerciale e specifico, dedicato agli strumenti ad arco ed alla liuteria; a tale sito è abbinato un forum in cui professionisti, studenti o appassionali di musica o liuteria discutono di tali materie specifiche, divenendo nel tempo un autentico punto di riferimento per gli strumenti ad arco.

## Musicisti e collaborazioni accademiche
Tra i musicisti che suonano (o hanno suonato), in orchestre di una certa fama, strumenti di Claudio Rampini, vi sono:
- Riccardo Masi, prima viola nell'"Orchestra regionale toscana"
- Dimitri Mattu, viola nell'"Orchestra Regionale Toscana"
- Elena Favilla, viola nell'"Orchestra Regionale Toscana"
- Andrea Tacchi, primo violino nell'"Orchestra Regionale Toscana"
- Enrico Giovannini, primo violino nell'"Orchestra Sinfonica di Sanremo"

I suoi strumenti sono presenti oltre che nelle orchestre e nei gruppi cameristici italiani, anche in Giappone, Corea, Nuova Zelanda, Brasile, Germania, Stati Uniti, Cina.

## Pubblicazioni
Articoli su The Strad, principale rivista specialistica internazionale:
- Claudio Rampini: "A new gloss on Strad's varnish"